# Alen Avdić
Alen Avdić (ur. 3 kwietnia 1977 w Sarajewie) – bośniacki piłkarz grający na pozycji napastnika, reprezentant kraju.

## Kariera reprezentacyjna
W reprezentacji Bośni i Hercegowiny zadebiutował w 1999. W sumie w reprezentacji wystąpił w 3 spotkaniach.

## Statystyki
| Reprezentacja Bośni i Hercegowiny | Reprezentacja Bośni i Hercegowiny | Reprezentacja Bośni i Hercegowiny |
| Rok                               | Mecze                             | Gole                              |
| --------------------------------- | --------------------------------- | --------------------------------- |
| 1999                              | 3                                 | 0                                 |
| Razem                             | 3                                 | 0                                 |